# Eternal Flame
«Eternal Flame» (рус. Вечный огонь) — песня американской группы The Bangles из альбома 1988 года Everything. В 1989 году была выпущена синглом. Песня возглавляла чарты в девяти странах, в том числе Австралии, Великобритании и американском Billboard Hot 100. Её авторами являются популярные композиторы Билли Стейнберг и Том Келли, а также вокалистка группы Сюзанна Хоффс. Благодаря успеху этой песни и «Walk Like an Egyptian», Bangles стали третьим женским коллективом, чьи песни возглавляли американский чарт более одного раза (помимо The Supremes с 12-ю песнями и The Shirelles с двумя).

## Позиции в хит-парадах и показатели продаж
| Чарт                               | Наивысшая позиция |
| ---------------------------------- | ----------------- |
| Австралия (ARIA)                   | 1                 |
| Австрия (Ö3 Austria Top 40)        | 3                 |
| Великобритания (OCC UK Singles)    | 1                 |
| Германия (GfK)                     | 5                 |
| Ирландия (Irish Singles Chart)     | 1                 |
| Канада (RPM)                       | 4                 |
| Нидерланды (Dutch Top 40)          | 1                 |
| Нидерланды (Single Top 100)        | 1                 |
| Новая Зеландия (Recorded Music NZ) | 4                 |
| Норвегия (VG-lista)                | 1                 |
| США (Billboard Adult Contemporary) | 1                 |
| США (Billboard Hot 100)            | 1                 |
| Франция (SNEP)                     | 5                 |
| Швеция (Sverigetopplistan)         | 1                 |
| Швейцария (Schweizer Hitparade)    | 2                 |

| Регион                                                      | Сертификация | Продажи  |
| ----------------------------------------------------------- | ------------ | -------- |
| Австралия (ARIA)                                            | Платиновый   | 70 000^  |
| Великобритания (BPI)                                        | Золотой      | 500 000  |
| Нидерланды (NVPI)                                           | Платиновый   | 100 000^ |
| США (RIAA)                                                  | Золотой      | 500 000^ |
| Швеция (GLF)                                                | Золотой      | 25 000^  |
| ^ Данные о тиражах приведены только на основе сертификации. |              |          |